# IC 223
IC 223 est une galaxie irrégulière de type magellanique située dans la constellation de la Baleine. Sa vitesse par rapport au fond diffus cosmologique est de (1362 ± 15) km/s, ce qui correspond à une distance de Hubble de 20,09 ± 1,42 Mpc (∼65,5 millions d'al). IC 223 a été découverte par l'astronome américain Frank Müller en 1887.
La classe de luminosité de IC 223 est V-VI et elle présente une large raie HI.
À ce jour, une mesure non basée sur le décalage vers le rouge (redshift) donne une distance d'environ 18,800 Mpc (∼61,3 millions d'al). Cette valeur est à l'intérieur des valeurs de la distance de Hubble.

## Groupe de NGC 908

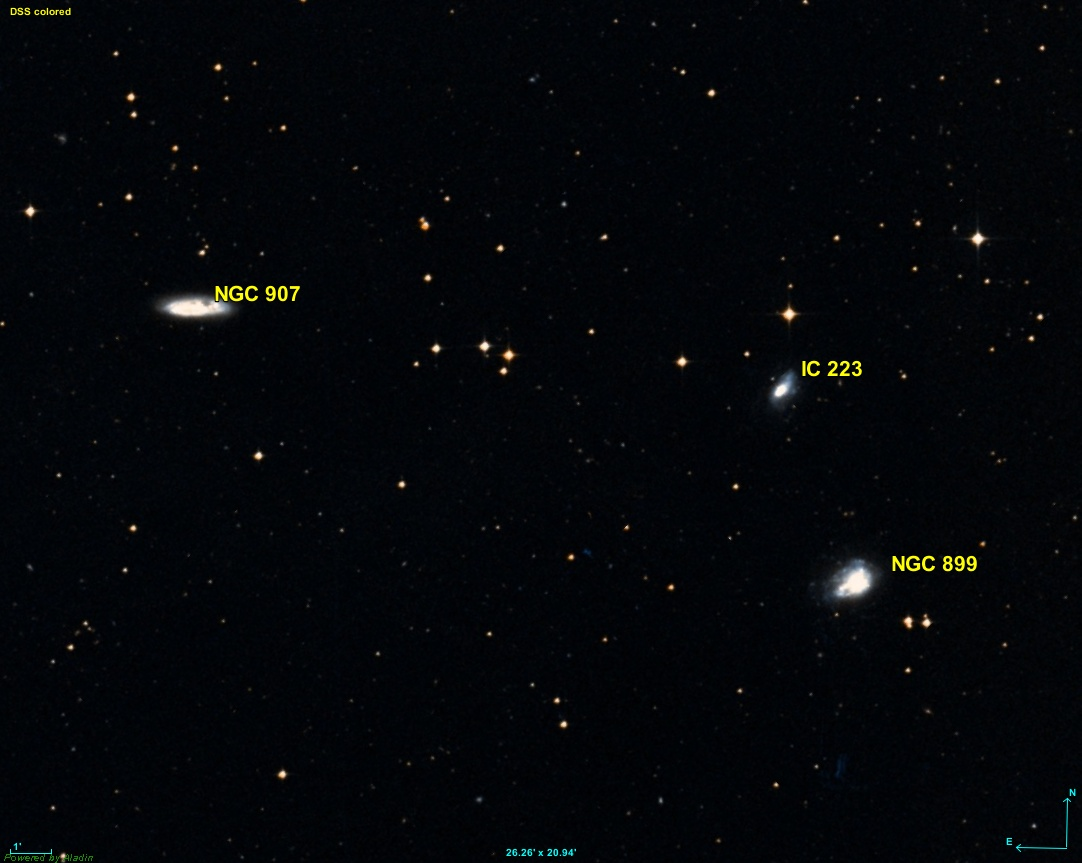
NGC 899, NGC 907 et IC 223, un trio galactique en interaction.

Avec NGC 899 et NGC 907, IC 223 fait partie d'un triplet de galaxies interaction gravitationnelle. IC 223 fait aussi partie d'un groupe de galaxies, le groupe de NGC 908 qui comprend au moins 8 galaxies. Les sept autres galaxies du groupe inscrites dans l'article de A.M. Garcia paru en 1993 sont NGC 899, NGC 907, NGC 908, PGC 866, ESO 544-30, ESO 545-2 et ESO 545-16.